# Two Too Many (film 1913)
Two Too Many è un cortometraggio muto del 1913 scritto e diretto da Henry MacRae.

## Produzione
Il film fu prodotto dalla Selig Polyscope Company.

## Distribuzione
Distribuito dalla General Film Company, il film - un cortometraggio in una bobina - uscì nelle sale cinematografiche statunitensi l'11 settembre 1913.